# Botschantzevia
Botscantzevia é um género botânico pertencente à família Brassicaceae.